# Anneliese Braasch

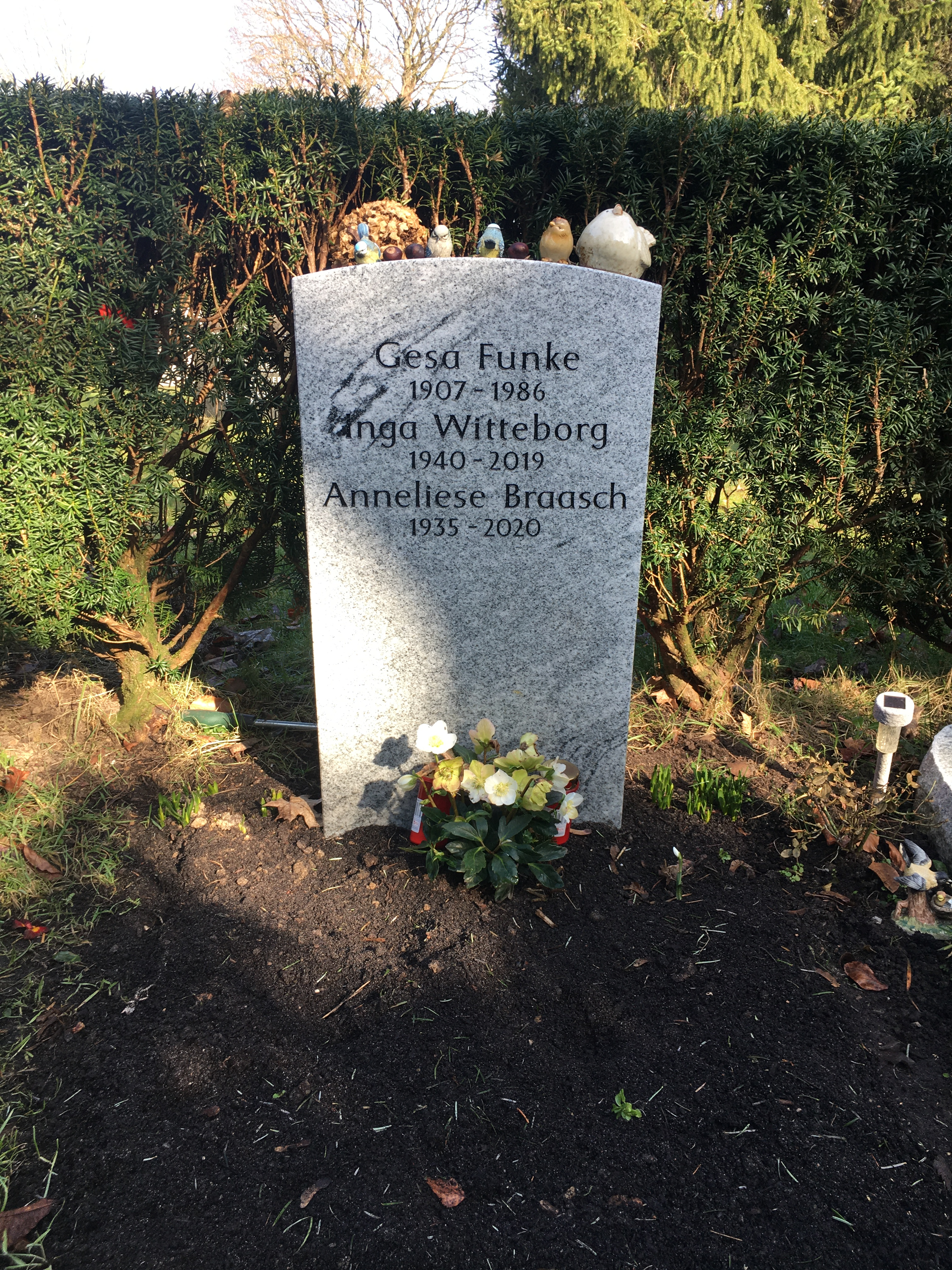
Grabstätte Anneliese Braasch auf dem Friedhof Ohlsdorf

Anneliese-Friedel Braasch (geborene Ernst) (* 26. August 1935 in Hamburg; † 28. Juli 2020 ebenda) war eine deutsche Kabarettistin, Schauspielerin und niederdeutsche Autorin.

## Leben
Braasch wuchs in Hamburg zweisprachig, hoch- und plattdeutsch, auf. Nach der Schulzeit machte sie zunächst eine Ausbildung zur Rechtsanwaltsgehilfin. Danach arbeitete sie als Sekretärin, war Hausfrau, Mutter sowie Model. Parallel dazu nahm sie Gesangs- und Schauspielunterricht und wurde Mitglied des Hamburger Kabaretts „Die Wendeltreppe“ von Dirks Paulun. Dort trat sie mit eigenen Literatur- und Musikprogrammen in Platt- und Hochdeutsch auf und stand mit Künstlern wie Evelyn Künneke und Brigitte Mira, Edgar Bessen, Richard Germer, Hans Scheibner und Otto Waalkes auf der Bühne.
Von 1974 bis 1991 nahm Braasch insgesamt acht Schallplatten auf und hatte Auftritte im Rundfunk, in Fernsehsendungen, wie Haifischbar und Talk op Platt sowie im renommierten Hansa-Theater. Ihren Bühnenabschied nahm sie 2006 im Hamburger Engelsaal mit einer Hommage an Hans Leip, dem Texter des u. a. von Lale Andersen und Marlene Dietrich gesungenen weltbekannten Soldatenliedes Lili Marleen. Ihre große Liebe gehörte der plattdeutschen Sprache. Ihre Geschichten wurden in Anthologien, Zeitungen und Zeitschriften veröffentlicht.
Anneliese Braasch war verheiratet und lebte seit 1996 in Stemmen. Ihre letzte Ruhestätte fand sie auf dem Hamburger Friedhof Ohlsdorf im Planquadrat K 30 südlich von Kapelle 10.

## Werke (Auszüge)
- To Schummertied. Plattdüütsch Vörleesbook, Hrsg. Wilhelm Wieben, Verlag Boyens & Co., Heide 2001, ISBN 3-8042-1019-8
- Wiehnachten steiht vör de Döör!, Hrsg. Andrea May und Michael Jung, Verlag Michael Jung, Kiel 2004, ISBN 3-89882-038-6

## Tonträger
- Kuddl Kümmerling (Audio-CD), MoinMoin Verlag, Flensburg 2009, ISBN 3-937157-22-0